# Ashley Tait
Ashley Tait (* 9. August 1975 in Toronto, Ontario, Kanada) ist ein ehemaliger britischer Eishockeyspieler, der zuletzt bis 2018 bei Basingstoke Bison in der National Ice Hockey League als Spielertrainer unter Vertrag stand. Seither ist er Cheftrainer und Director of Hockey Operations ebenda. Sein jüngerer Bruder Warren ist ebenfalls britischer Eishockeynationalspieler.

## Karriere
Ashley Tait wurde im kanadischen Toronto geboren, kam aber bereits als Kind nach Nottingham, wo er seine Karriere als Eishockeyspieler in der Nachwuchsabteilung der Nottingham Panthers, für die er bereits als 15-Jähriger in der British Hockey League, der damals höchsten britischen Spielklasse, auflief. Nachdem er den Großteil der Spielzeit 1991/92 bei den Lac St-Louis Lions in der Quebec Amateur Athletic Association verbracht hatte, stand er bereits zum Ende der regulären Saison und auch in den Playoffs wieder in Nottingham auf dem Eis. Mit den Panthern gewann er 1991, 1994 und 1996 den Autumn Cup. 1997 verließ er die Mannschaft aus der Robin-Hood-Stadt und schloss sich für zwei Jahre den Kingston Hawks aus der zweitklassigen British National League an. Anschließend kehrte er nach Nottingham in die nunmehr Ice Hockey Superleague genannte höchste britische Spielklasse zurück. 2002 wechselte er zu Coventry Blaze und damit wieder in die zweitklassige British National League, die er mit seiner Mannschaft auf Anhieb gewinnen konnte. Daraufhin wurde das Team in die neu gegründete Elite Ice Hockey League, nunmehr die höchste britische Spielklasse, aufgenommen. Bereits in der Debütsaison der Liga war er bester britischer Torschütze der Liga. 2005 und 2007 gewann er mit Coventry Blaze die Hauptrunde der EIHL und errang damit den britischen Meistertitel. In beiden Jahren gelang auch der Gewinn des Challenge Cups, 2005 wurden durch einen 2:1-Endspielsieg nach Verlängerung gegen Taits früheren Klub aus Nottingham auch die Playoffs der EIHL gewonnen. Trotz dieser Erfolge verließ er 2007 das Team aus den West Midlands und schloss sich dem Ligakonkurrenten Sheffield Steelers, mit denen er 2008 ebenfalls die Hauptrunde und durch einen 2:0-Erfolg im Finale gegen Coventry auch die Playoffs der EIHL gewann, an. 2009 konnte er diesen Erfolg wiederholen, diesmal wurden die Nottingham Panthers im Endspiel der Playoffs mit 2:0 bezwungen.
Nach diesen Erfolgen wechselte Tait 2009 in die italienische Serie A1 zu Ritten Sport, mit dem er zwar die Hauptrunde der Liga gewinnen konnte, aber die Endspielserie gegen Asiago Hockey glatt mit 0:4 Niederlagen verlor. Trotzdem blieb er in Italien nicht titellos, denn er konnte mit Ritten die Coppa Italia durch einen 2:1-Endspielsieg gegen den HC Pustertal gewinnen. Nach nur einem Jahr kehrte er nach Sheffield zurück und wurde 2011 nicht nur zum britischen Spieler des Jahres gewählt, sondern konnte mit den Steelers auch erneut die Hauptrunde der EIHL und damit seinen fünften britischen Meistertitel gewinnen. 2013 wechselte er nach sechs Jahren Abstinenz wieder zu Coventry Blaze, mit dem er 2015 durch einen 4:2-Finalerfolg über die Sheffield Steelers die Playoffs der EIHL gewinnen konnte. 2017 zog es ihn zum Liganeuling Milton Keynes Lightning, den er aber bereits im Dezember des Jahres verließ und zu den Belfast Giants wechselte. 2018 wechselte er zu Basingstoke Bison in die zweitklassige National Ice Hockey League, wo er als Spielertrainer und Director of Hockey Operations tätig war. 2022 beendete er seine aktive Laufbahn, ist aber weiter als Trainer und Direktor in Basingstoke tätig.

### International
Im Juniorenbereich stand Tait für Großbritannien bei den U18-B-Europameisterschaften 1992 und 1993 sowie den U20-C-Weltmeisterschaften 1993, 1994 und 1995 auf dem Eis.
Für Großbritannien spielte Tait bei den B-Weltmeisterschaften 1995, 1996, 1998 und 2000 sowie nach der Umstellung auf das heutige Divisionssystem bei den Weltmeisterschaften der Division I 2001, 2002, 2003, 2004, 2005, 2007, 2008, 2009, 2010, 2011, 2013, 2014 und 2016. Zudem stand er für seine Farben bei den Qualifikationsturnieren für die Olympischen Winterspiele 2010 in Vancouver, 2014 in Sotschi und 2018 in Pyeongchang auf dem Eis.

## Erfolge und Auszeichnungen
- 1991 Autumn-Cup-Sieger mit den Nottingham Panthers
- 1994 Autumn-Cup-Sieger mit den Nottingham Panthers
- 1996 Autums-Cup-Sieger mit den Nottingham Panthers
- 2003 Gewinn der British National League mit Coventry Blaze
- 2005 Britischer Meister, Playoff-Sieger der EIHL und Challenge-Cup-Sieger mit Coventry Blaze
- 2007 Britischer Meister und Challenge-Cup-Sieger
- 2008 Britischer Meister und Playoff-Sieger der EIHL mit den Sheffield Steelers
- 2009 Britischer Meister und Playoff-Sieger der EIHL mit den Sheffield Steelers
- 2010 Italienischer Pokalsieger mit Ritten Sport
- 2011 Britischer Meister mit den Sheffield Steelers
- 2015 Playoff-Sieger der EIHL mit Coventry Blaze

## Statistik
(Stand: Ende der Saison 2017/18)